# Фрейзер, Кавон
Кавон Фрейзер (англ. Kavon Frazier, 11 августа 1994, Гранд-Рапидс, Мичиган) — профессиональный американский футболист, выступающий на позиции сэйфти и в составе специальных команд в клубе НФЛ «Майами Долфинс». 

## Биография
Кавон Фрейзер родился 11 августа 1994 года в Гранд-Рапидсе в штате Мичиган. В этом же городе он окончил христианскую школу. В составе её футбольной команды он играл на позициях сэйфти, лайнбекера и раннинбека. Также Фрейзер в течение трёх лет играл за школьную команду по баскетболу, принимал участие в соревнованиях по лёгкой атлетике. Летом 2011 года, после окончания школы, он заявил о намерении продолжить обучение и карьеру в Центральном Мичиганском университете.

### Любительская карьера
В играх турнира NCAA Фрейзер дебютировал в августе 2012 года. В своём первом сезоне он сыграл в двенадцати матчах, отличившись 49-ярдовым тачдауном на возврате перехвата. Со второго сезона Кавон стал игроком основного состава «Чиппевас», снова приняв участие в двенадцати играх. В 2013 году он сделал три перехвата, став одним из лидеров команды по этому показателю. Лучший свой матч в сезоне Фрейзер провёл на выезде против «Огайо Бобкэтс», сделав перехват, шесть захватов и форсировав фамбл. В 2014 году он провёл тринадцать матчей, в том числе сыграв за «Чиппевас» в Багамас Боуле.
В заключительном сезоне студенческой карьеры в 2015 году Кавон вышел на поле в стартовом составе в тринадцати играх. Записав на свой счёт 108 захватов, он вошёл в десятку лучших по этому показателю в конференции MAC. Также Фрейзер попал в десятку лучших игроков NCAA по среднему количеству сделанных за матч захватов. По итогам сезона он был включён во вторую сборную звёзд конференции.

#### Статистика выступлений в NCAA
| Сезон | Команда                  | Игры | Захваты | Захваты | Захваты | Захваты | Захваты | Перехваты | Перехваты | Перехваты | Перехваты | Перехваты | Фамблы | Фамблы | Фамблы | Фамблы |
| Сезон | Команда                  | Игры | Solo    | Ast     | Tot     | Loss    | Sk      | Int       | Yds       | Y/R       | TD        | PD        | FR     | Yds    | TD     | FF     |
| ----- | ------------------------ | ---- | ------- | ------- | ------- | ------- | ------- | --------- | --------- | --------- | --------- | --------- | ------ | ------ | ------ | ------ |
| 2012  | Сентрал Мичиган Чиппевас | 12   | 0       | 0       | 0       | 0,0     | 0,0     | 1         | 49        | 49,0      | 1         | 0         | 0      | 0      | 0      | 0      |
| 2013  | Сентрал Мичиган Чиппевас | 12   | 36      | 31      | 67      | 0,0     | 0,0     | 3         | 30        | 10,0      | 0         | 5         | 1      | 0      | 0      | 1      |
| 2014  | Сентрал Мичиган Чиппевас | 13   | 34      | 24      | 58      | 0,0     | 0,0     | 0         | 0         | 0,0       | 0         | 4         | 1      | 0      | 0      | 0      |
| 2015  | Сентрал Мичиган Чиппевас | 13   | 74      | 34      | 108     | 4,5     | 0,0     | 1         | 0         | 0,0       | 0         | 4         | 1      | 0      | 0      | 2      |
| Всего | Всего                    | 50   | 144     | 89      | 233     | 4,5     | 0,0     | 5         | 78        | 15,8      | 1         | 13        | 3      | 0      | 0      | 3      |

### Профессиональная карьера
Перед драфтом НФЛ 2016 года к сильным сторонам Фрейзера относили его телосложение и физическую силу, надёжность при захватах на открытом пространстве, быстроту, видение поля, способность играть персонально против тайт-эндов. Отдельный акцент был сделан на его полезность при игре в специальных командах. Среди минусов назывались не самая высокая подвижность и неправильный выбор углов атаки из-за агрессивного стиля игры. Кроме того, во время медосмотра перед показательными тренировками в Индианаполисе, у него был обнаружен стрессовый перелом ноги. Обозреватель USA Today Sports Джона Талс отмечал, что он может быть полезен в ролях сэйфти, играющего близко к линии скриммиджа, или гибридного лайнбекера.
На драфте Фрейзер был выбран «Далласом» в шестом раунде под общим 212 номером. Контракт с клубом он подписал 18 мая, приблизительная сумма четырёхлетнего соглашения составила 2,4 млн долларов.
Перед началом сезона 2018 года клуб внёс его в список травмированных из-за подозрений на заболевание крови. В состав Кавон вернулся после отрицательных результатов исследований на гемофилию и другие возможные нарушения свёртываемости крови. В последующем регулярном чемпионате он не пропустил ни одного матча. Кроме того, в 2017 и 2018 годах он провёл на поле более половины всех снэпов специальных команд «Каубойс». В сентябре 2019 года Фрейзер получил разрыв мышцы груди и, из-за последующей операции и реабилитации, пропустил практически весь сезон. Всего за четыре года в составе «Далласа» он принял участие в 44 играх, две из которых начал в стартовом составе. После окончания сезона 2019 года клуб не предложил ему новый контракт и Кавон получил статус свободного агента.
В апреле 2020 года Фрейзер подписал однолетний контракт на сумму чуть более 1 млн долларов с «Майами Долфинс».

#### Статистика выступлений в НФЛ

##### Регулярный чемпионат
| Сезон | Команда        | Игры | Захваты | Захваты | Захваты | Захваты | Захваты | Перехваты | Перехваты | Перехваты | Перехваты | Перехваты | Фамблы | Фамблы | Фамблы | Фамблы |
| Сезон | Команда        | Игры | Solo    | Ast     | Tot     | Loss    | Sk      | Int       | Yds       | Y/R       | TD        | PD        | FR     | Yds    | TD     | FF     |
| ----- | -------------- | ---- | ------- | ------- | ------- | ------- | ------- | --------- | --------- | --------- | --------- | --------- | ------ | ------ | ------ | ------ |
| 2016  | Даллас Каубойс | 9    | 4       | 2       | 6       | 0       | 0,0     | 0         | 0         | 0,0       | 0         | 0         | 0      | 0      | 0      | 0      |
| 2018  | Даллас Каубойс | 15   | 23      | 10      | 33      | 2       | 0,0     | 0         | 0         | 0,0       | 0         | 0         | 0      | 0      | 0      | 1      |
| 2018  | Даллас Каубойс | 16   | 15      | 8       | 23      | 2       | 1,0     | 0         | 0         | 0,0       | 0         | 1         | 0      | 0      | 0      | 0      |
| 2019  | Даллас Каубойс | 4    | 3       | 2       | 5       | 0       | 0,0     | 0         | 0         | 0,0       | 0         | 0         | 0      | 0      | 0      | 0      |
| 2020  | Майами Долфинс | 15   | 5       | 1       | 6       | 0       | 0,0     | 0         | 0         | 0,0       | 0         | 0         | 0      | 0      | 0      | 0      |
| Всего | Всего          | 59   | 50      | 23      | 73      | 4       | 1,0     | 0         | 0         | 0,0       | 0         | 1         | 0      | 0      | 0      | 1      |

* На 2 января 2021 года

##### Плей-офф
| Сезон | Команда        | Игры | Захваты | Захваты | Захваты | Захваты | Захваты | Перехваты | Перехваты | Перехваты | Перехваты | Перехваты | Фамблы | Фамблы | Фамблы | Фамблы |
| Сезон | Команда        | Игры | Solo    | Ast     | Tot     | Loss    | Sk      | Int       | Yds       | Y/R       | TD        | PD        | FR     | Yds    | TD     | FF     |
| ----- | -------------- | ---- | ------- | ------- | ------- | ------- | ------- | --------- | --------- | --------- | --------- | --------- | ------ | ------ | ------ | ------ |
| 2016  | Даллас Каубойс | 1    | 0       | 0       | 0       | 0       | 0,0     | 0         | 0         | 0,0       | 0         | 0         | 0      | 0      | 0      | 0      |
| 2018  | Даллас Каубойс | 2    | 0       | 0       | 0       | 0       | 0,0     | 0         | 0         | 0,0       | 0         | 0         | 0      | 0      | 0      | 0      |
| Всего | Всего          | 3    | 0       | 0       | 0       | 0       | 0,0     | 0         | 0         | 0,0       | 0         | 0         | 0      | 0      | 0      | 0      |